# لکوپنی
لکوپنی (Leukopenia)، لوکوپنی، یا کم شماری سفیدگویچه‌ها به بیان ساده کاهش تعداد گلبول‌های سفید در گردش خون است.
میزان طبیعی گلبول‌های سفید ۴۵۰۰ الی ۱۰۰۰۰ گلبول سفید در هر میکرولیتر(LCM) است. کاهش تعداد گلبول‌های سفید از این تعداد را لکوپنی می‌نامند.

## نشانه‌های لکوپنی
نشانه‌های کاهش تعداد گلبول‌های سفید خون می‌تواند با کاهش سیستم ایمنی و بروز بیماری‌های عفونی، سردرد، درد عضلانی بارزترین نشانه‌های کاهش گلبول‌های سفید خون می‌باشند ولی روی هم رفته علایم افت گلبول سفید خون اغلب شبیه همان علایم عفونت‌ها هستند مانند: تب و لرز، سردرد، سرفه، عطسه، آبریزش بینی، خارش گلو، قرمزی پوست، بی حالی و ضعف بدن، سوزش ادرار، اسهال، زخم دهان، درد عضلانی، کم اشتهایی؛ و دیر ترمیمی بدن نمایان شود. در اغلب مواقع با افت گلبول سفید، عفونت از درجات خفیف تا شدید خود را نشان می‌دهد.

## علل کاهش تعداد گلبول‌های سفید خون
دلیل و علت کاهش تعداد گلبول‌های سفید خون می‌تواند به دلایل زیر باشد:
- عفونت‌های ویروسی
- اختلالات مادرزادی
- بیماری‌های خودایمنی
- برخی داروها مثل پردنیزون، آنتی بیوتیکها، داروهای ادرارآور (دیورتیک‌ها)، داروهای آرام‌بخش یا داروهای ضد التهاب
- واکنش‌های آلرژیک شدید
- بیماری‌های انگلی
- کمبود ویتامین‌ها یا مواد معدنی
- بیماری کبد و طحال
- لکوپنی گاهی به علت یک کم خونی ساده و گاهی هم به جهت وجود کم خونی‌های شدید بعد خونریزی و بعضی بیماری‌های خونی خوش‌خیم و بدخیم دیده می‌شود.
- شیمی درمانی و پرتو درمانی: از آنجا که شیمی درمانی و اشعه درمانی (رادیوتراپی) سبب از بین رفتن سلول‌های سرطانی می‌شوند، سلول‌های سفید خون هم تحت تأثیر قرار گرفته و از بین می‌روند. به همین دلیل بیمارانی که تحت شیمی درمانی و پرتو درمانی قرار می‌گیرند، سیستم ایمنی بدنشان ضعیف می‌شود و در معرض ابتلاء به انواع عفونت‌ها و بیماری‌ها قرار می‌گیرند و باید تحت مراقبت‌های شدید و ویژه قرار بگیرند.
- ویروس HIV یا ایدز: وجود این ویروس در بدن فرد، دلیل دیگری برای کاهش تعداد گلبول‌های سفید در خون فرد می‌باشد، زیرا این ویروس به سلول‌های سفید خون حمله می‌کند و در نتیجه تعداد گلبول‌های سفید با افت قابل توجهی روبرو می‌شود.
- پرکاری تیروئید: هنگامی که تیروئید بیش از حد فعال می‌شود، تعداد گلبول‌های سفید خون کاهش پیدا می‌کند.
- بیماری لوپوس: لوپوس نوعی بیماری خودایمنی است که در طی آن سیستم ایمنی به سلول‌های خودی حمله می‌کند و آن‌ها را از بین می‌برد. در واقع سیستم ایمنی نمی‌تواند بین عامل خارجی و سلول‌های خود بدن تفاوتی قائل شود، در نتیجه به بافت خودی حمله می‌کند. در نتیجه باعث التهاب و درد و صدمه در قسمت‌های مختلف بدن می‌گردد.
- سرطان خون که نام دیگر آن لوسمی می‌باشد. این بیماری در اثر تکثیر و تکامل ناقص گلبول‌های سفید خون و پیش سازهای آن در خون و مغز استخوان ایجاد می‌شود.
- البته گاهی کم شدن گلبول‌های سفید خون بر اثر ضعف عمومی، کم خونی‌ها و مصرف برخی داروها پیش می‌آید. گاهی نیز کاهش گلبول‌های سفید خون هیچ علتی ندارد و خود به خود برطرف می‌شود.
- هشدار

کاهش تعداد گلبول‌های سفید خون (لکوپنی) نشان دهنده پایین آمدن قدرت دفاعی بدن است و اگر در این زمان هر گونه میکروب بیماری زا وارد بدن فرد شود، توانایی مقابله با آن‌ها کاهش می‌یابد و ممکن است فرد به بیماری‌های مختلف مبتلا شود.
بنابراین کاهش تعداد گلبول‌های سفید خون باید جدی گرفته شود و اگر فردی دچار کاهش تعداد گلبول‌های سفید خون شد، باید به پزشک متخصص مراجعه کند تا علت پایین آمدن گلبول‌های سفید خون مشخص شود و بر اساس علت کشف شده، نسبت به درمان قطعی آن اقدام کند.

## انواع لکوپنی
انواع گلبول‌های سفید می‌توانند به صورت مجزا کاهش تعداد داشته باشند لذا می‌توانیم نوتروپنی و لنفوپنی را داشته باشیم.

## درمان لکوپنی
با مراجعه به پزشک و کشف علت این بیماری می‌توان آن را برطرف یا از بروز آن پیشگیری کرد.